# 615214 Molnárkristian
615214 Molnárkristian è un asteroide della fascia principale. Scoperto nel 2002, presenta un'orbita caratterizzata da un semiasse maggiore pari a 2,5741794 au e da un'eccentricità di 0,2266657, inclinata di 1,56250° rispetto all'eclittica.